# Saint-Romain-en-Jarez
Saint-Romain-en-Jarez é uma comuna francesa na região administrativa de Auvérnia-Ródano-Alpes, no departamento de Loire. Estende-se por uma área de 16,96 km². Em 2010 a comuna tinha 1 250 habitantes (densidade: 73,7 hab./km²).